# Ulcus
Das Ulcus (lateinisch) oder Ulkus (Mehrzahl Ulcera bzw. Ulzera), deutsch Geschwür (von mittelhochdeutsch geswër „Geschwär, Geschwür, Abszess, Tumor“) oder auch Schwäre (von mittelhochdeutsch swër „körperlicher Schmerz, Krankheit, Geschwür, Geschwulst“), bezeichnet in der Medizin einen „tiefliegenden Substanzdefekt“ der Haut oder einer Schleimhaut, der nicht traumatischer, sondern z. B. infektiöser, ischämischer oder immunologischer Ätiologie (Ursache) ist. Der Begriff „Wunde“ dagegen umfasst auch Substanzdefekte traumatischer Entstehung.
Oberflächlichere Defekte nennt man Erosion (betroffen sind hier die oberen Epidermisschichten) oder Exkoriation (alle Schichten der Epidermis betroffen, also einschließlich der Basalmembran), siehe auch Effloreszenz. Solche Defekte können auch traumatischer Herkunft sein (beispielsweise Abschürfverletzungen). Was die Basalmembran durchbricht (die Grenze zwischen Epidermis und Dermis), wird im Allgemeinen als tiefe Wunde bezeichnet – oder bei atraumatischer Entstehung als Ulcus. Wenn es bei Ulcera im Magen-Darm-Bereich zur Ulkus-Perforation oder zur Ulkus-Blutung kommt, kann eine dringliche Indikation zur Operation bestehen.
Weil für eine narbenlose Abheilung das Vorhandensein einer intakten Basalzellschicht (Stratum germinativum, der Basalmembran als einschichtiges Epithel aufsitzend) notwendig ist, ist, im Gegensatz zu den oberflächlicheren Defekten, beim Ulcus eine narbenlose Abheilung nicht mehr möglich.
Die Entstehung eines Ulcus nennt man Ulzeration. Ursache können Durchblutungsstörungen, Infektionen (eventuell mit Absonderung von Eiter) oder Tumoren sein oder eine Kombination dieser Faktoren (z. B. bei Diabetes mellitus). Ulzerationen sind häufig Symptome von Allgemeinerkrankungen und treten oft multipel auf.

## Häufige Formen

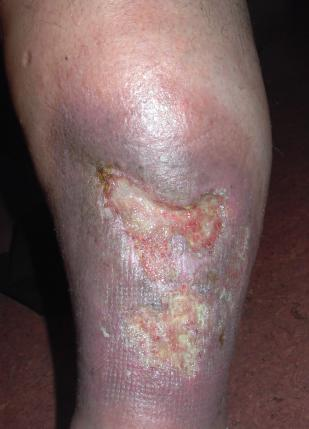
Unbehandeltes Ulcus cruris

- Ulcus cruris (offenes Bein, Unterschenkelgeschwür, meist aufgrund einer venösen oder einer gemischt arteriell-venösen Insuffizienz)
- Malum perforans (Druckgeschwür an den Füßen bei einer Polyneuropathie)
- Ulcus (cruris) hypertonicum (Martorell-Syndrom)
- Ulcus ventriculi (Magengeschwür, genauer: Magenwandgeschwür)
- Ulcus duodeni (Geschwür des Zwölffingerdarms)
- Druckulkus (Dekubitus) bei Minderperfusion des Gewebes aufgrund chronischer Druckwirkung
- Ulcus durum (harter Schanker), der Primäraffekt bei der Syphilis
- Ulcus molle (weicher Schanker), eine sexuell übertragbare Krankheit
- Strahlenulkus oder Ulcus radiologicum
- Ulcus carcinomatosum (Krebsgeschwür)
- Ulcus rodens oder Ulcus terebrans bei einem Basaliom
- Ulcus corneae (Hornhautgeschwür)
- Aphthe (Geschwür der Mundschleimhaut oder des Zahnfleisches)
- Ulcus arteriosum (arterielles Geschwür)
- Ulcus venosum (venöses Geschwür)